# Bembecia fibigeri
Bembecia fibigeri is een vlinder uit de familie wespvlinders (Sesiidae), onderfamilie Sesiinae.
Bembecia fibigeri is voor het eerst wetenschappelijk beschreven door Laštuvka & Laštuvka in 1994. De soort komt voor in het Palearctisch gebied.